# Rede Nacional de Missões Católicas
A Rede Nacional de Missões Católicas também conhecida como (Paróquia Bom Jesus dos Milagres) foi um movimento criado nos anos 80 e que unia padres e missionários vindos de várias denominações, católicos e evangélicos que já mantinham uma linha católica em seus ministérios. O mais conhecido deste movimento foi o Padre Jair Pereira, que arrebanhou teólogos e até bispos, para uma nova visão católica. Tornou-se famoso pelo programa de rádio "O Manto Sagrado" e de televisão "Hora da Eucaristia".